# Carmen Romero Rubio
María Fabiana Sebastiana Carmen Romero Rubio y Castelló (Tula, Tamaulipas, 20 de enero de 1864 - Ciudad de México, 25 de junio de 1944) fue la segunda esposa de Porfirio Díaz, presidente de México.

## Juventud
Carmen Romero Rubio nació el 20 de enero de 1864 en Tula, Tamaulipas, en el seno de una familia muy acaudalada. Fueron sus padres Manuel Romero Rubio, prominente político mexicano que comenzó su carrera con la participación en el Plan de Ayutla, y Agustina Castelló. Tenía dos hermanas, Sofía y María Luisa. Su padrino de bautizo fue Sebastián Lerdo de Tejada, quien fue presidente de México después del fallecimiento de Benito Juárez.

## Matrimonio
Romero Rubio conoció a Porfirio Díaz en su vivienda durante las reuniones que este celebraba con su padre, el exministro de Fomento, Manuel Romero Rubio. Acordaron que ella le enseñaría a hablar inglés y fue ahí donde comenzaron a conocerse y tratarse. A las siete de la noche del 5 de noviembre de 1881, Romero Rubio contrajo matrimonio civil con Porfirio Díaz, siendo testigos el entonces presidente de México, Manuel González y el médico mexicano Eduardo Liceaga. Romero Rubio tenía 17 años y quien sería su esposo 51 años. Un día después se efectuó la ceremonia religiosa. El matrimonio recibió la bendición del arzobispo Antonio de Labastida. En viaje nupcial fueron a Nueva York, Estados Unidos.
Este matrimonio derivó de la consolidación de una alianza política entre diversas facciones liberales que aún no aceptaban el porfiriato y a su marido Porfirio Díaz, mediante la intermediación de su padre Manuel Romero Rubio, quien poseía excelentes relaciones con diversos círculos políticos y una gran capacidad de negociación y conciliación.

## Primera dama de México
A un año y medio del fallecimiento de la primera esposa de Díaz, Delfina Ortega, Romero Rubio la suplió en el desempeño de su papel como primera dama de la Nación. Romero Rubio supo cumplir con precisión y dedicación su trabajo como primera dama, asistiendo a eventos como la colocación de la primera piedra de alguna construcción o de alguna obra pública. Asistió a actos de tipo religioso, cívico y cultural. Formó y presidió juntas de socorro cuando algún accidente conmovía a la opinión pública y emprendió obras de beneficencia, como mandar construir una casa cuna anexa al templo de San Agustín y obsequiarles una casa a monjas francesas para que fundaran su comunidad. La influencia en la familia de Porfirio Díaz también fue notable, pues Carmen Romero Rubio estuvo al cuidado de los hijos de Díaz. Romero Rubio desempeñó el papel de primera dama por tres décadas, desde que Díaz asumió la presidencia el 1 de diciembre de 1884 hasta su renuncia acontecida el 25 de mayo de 1911.

## El exilio, el regreso, últimos años y muerte
Acompañó a su esposo en su destierro a Francia en 1911. Vivieron en París y viajaron juntos por varios países europeos y por Egipto. Después de la muerte del general, se quedó unos años en Francia viviendo del dinero que le dejaban sus propiedades en México. En 1934, Carmen Romero Rubio decidió retornar a México, y vivió en una residencia situada en la Calle Tonalá de la Ciudad de México.

## Fallecimiento
El 25 de junio de 1944, Carmen Romero Rubio y Castelló falleció en la capital mexicana a los ochenta años de edad. La sepultaron en el Panteón Francés, y la misa fue oficiada por el arzobispo Luis María Martínez.